# ダイトデンソー
ダイトデンソー株式会社（英: DAITO DENSO CO.,LTD.）は、かつて存在した滋賀県栗東市に本社を置く、主にワイヤーハーネスの製造・販売をおこなう企業である。2017年1月1日、親会社のダイトロンに吸収合併された。

## 会社概要
1975年（昭和50年）に大都商事(株)<現ダイトエレクトロン(株)>の電装事業部としてハーネス事業を開始し、1994年（平成6年） にダイトデンソー株式会社として独立。
ワイヤーハーネスの製造、販売だけでなく、電子機器・電源機器の開発設計から製造、ハーメチックコネクタの開発設計および製造を行う。

## 沿革
- 1975年（昭和50年） 大都商事(株)<現ダイトエレクトロン(株)>電装事業部としてハーネス事業開始
- 1994年（平成6年） ダイトデンソー株式会社として資本金8,000万円で独立
- 1995年（平成7年） 生産管理コンピュータシステム導入・運用開始。多摩工場「UL」認定取得
- 1996年（平成8年） 多摩工場　画像・カメラケーブル事業開始
- 1998年（平成10年） 本社管理棟及び多摩工場新築。栗東工場「UL」、「ISO9002」認定取得
- 2001年（平成13年） 多摩工場　ソニーFeliCa ICカード事業開始
- 2002年（平成14年） 栗東工場「ISO9001:2000」認定取得
- 2003年（平成15年） 資本金1億6,000万円に増資。安城工場を新設　生産開始。多摩工場「ISO9001:2000」認定取得
- 2005年（平成17年） 多摩工場大規模増築。多摩工場「薬事法」(医療機器製造業許可)認定取得
- 2006年（平成18年） 全社「ISO14001」認定取得
- 2007年（平成19年） 鷹和産業(株)を子会社化　資本金1,000万円
- 2009年（平成21年） 安城工場　航空機ハーネス用設備レーザーマーキングシステム導入。航空機ハーネス事業開始
- 2010年（平成22年） 新生産管理システム導入・運用開始(完全Web対応、内部統制対応、多言語・多通貨対応)
- 2013年（平成25年） 電源事業を吸収合併し、スイッチング電源・無停電電源装置の開発・製造・販売事業開始
- 2013年（平成25年） コンポーネント事業を吸収合併し、ハーメチックコネクタ・耐水圧コネクタの開発・製造・販売事業開始
- 2017年（平成29年） ダイトエレクトロン(株)、ダイトロンテクノロジー(株)と合併し、ダイトロン(株)となる。

## 主な事業内容
- ワイヤーハーネスの製造、販売
- 機器組配加工及びプリント基板の設計、製造、販売
- CCDカメラ改造及び周辺機器の設計、製造、販売
- FeliCa(ソニー製非接触ICカード)の設計、製造、販売
- Embedded PCの設計、製造、販売
- スイッチング電源・UPS等の設計、製造、販売
- ハーメチックコネクタ・耐水圧コネクタの設計、製造、販売

など

## 拠点所在地
- 本社・栗東事業所 - 滋賀県栗東市伊勢落字野神689番地1
- 多摩事業所 - 東京都西多摩郡瑞穂町長岡2丁目3番地29号
- 安城事業所 - 愛知県安城市三河安城東町1丁目1番地5
- 羽島事業所 - 岐阜県羽島市堀津町横手2-109
- コンポーネント事業部 - 滋賀県栗東市伊勢落字野神689番地1
- 鷹和産業株式会社 (100%子会社) - 福岡県田川郡川崎町大字川崎字弓折谷19-1

## 関連会社
- ダイトロン株式会社
- ダイトロンテクノロジー株式会社